# Tomás Óscar Pinto da Cunha Saavedra
Thomaz Óscar Pinto da Cunha Saavedra (Lisboa, 5 de novembro de 1890 — Rio de Janeiro, 24 de janeiro de 1956), foi o 3º barão de Saavedra, militar português e empresário radicado no Brasil.
Em 1910 Tomás Saavedra era cadete de Lanceiros 2, quando foi implantada a República em Portugal. Devido às suas profundas convicções pela Monarquia, esteve implicado em desobidiências contra o novo regime, e expatriou-se para o Brasil.
Casou no Rio de Janeiro, em 1919, com Dona Carmen Proença, de família tradicional mineira, e teve 3 filhos.
Foi diretor do Banco Boavista, da Companhias dos Hotéis Palaces e da Câmara de Comércio do Rio de Janeiro.
Foi Grande Oficial da Ordem de Cristo, em Portugal, e Comendador da Ordem do Cruzeiro do Sul, no Brasil.
Era cunhado de Alfredo Rodrigues Gaspar, Presidente do Ministério de Portugal, casado com sua irmã Maria Carolina Saavedra.